# Aquaskipper

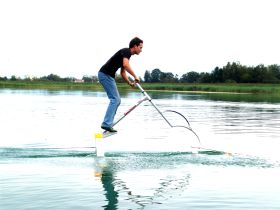
Aquaskipper

Ein Aquaskipper ist ein muskelkraftbetriebenes Fahrzeug. Nach dem Prinzip der Tragflügelboote kann man damit über Gewässer gleiten und ein Tempo von 27 km/h erreichen.

## Geschichte
Erfunden wurde das Prinzip des Aquaskippers 1988 durch den schwedischen Ingenieur Alexander Sahlin. In 10-jähriger Arbeit hatte er den ersten Prototyp entwickelt, patentiert als Trampofoil. Durch Weiterentwicklungen (Fiberglasfeder an der Gabel) von Chen Shane, Präsident der Firma Inventist, entstand der serientaugliche Aquaskipper.

## Konstruktion
Die Konstruktion zielt auf einen möglichst verlustarmen Betrieb ab. Das Gerät wird aus Aluminium und Verbundwerkstoffen gefertigt und wiegt 12 kg.
Im Grunde besteht das Sportgerät aus zwei miteinander federnd verbundenen T-Stücken (Querbalken = Tragflächen der Flügel, siehe Abb.). Der Auftrieb wird überwiegend durch die Strömung des Wassers über dem hinteren Flügel (244 cm Spannweite) erzeugt. Der Vortrieb entsteht durch das Auf- und Abgleiten beim Hüpfen. Der vordere Tragflügel lässt sich über das Gestänge wie bei einem Fahrradlenker drehen und dient als Lenkung und Stabilisierung.

## Gewässerarten
Praktisch alle Gewässerarten sind befahrbar, wobei niedrige Wellen nicht stören, Weißwasser (Brandung) ist allerdings wegen fehlender Tragfähigkeit ungeeignet. Der Aquaskipper kann auf Seen, Flüssen und im Meer benutzt werden. Die Wassertiefe sollte (beim Start) mehr als 100 cm betragen, im Fahrbetrieb gleiten die Tragflügel ca. 15–30 cm unter der Wasseroberfläche.

## Betrieb
Der Betrieb erfolgt durch eine rhythmische Wippbewegung. Der Sportler steht auf zwei kleinen Fußtritten auf dem hinteren Gestänge. Der Start erfolgt am besten von einem Steg aus. Dazu wird die hintere Flosse knapp oberhalb der Wasseroberfläche positioniert, ein Fuß kommt bereits auf die Standfläche des Aquaskippers, mit dem anderen stößt man sich kräftig vom Steg ab und beginnt mit der rhythmischen Auf- und Abbewegung. Wichtig dabei ist eine Kombination aus „Hüpfen“ und synchronem Drücken mit den Armen. Eine Kurve leitet man am besten durch Lenken ein, während man gleichzeitig das Gewicht nach außen verlagert. Man sollte vor bzw. in der Kurve die Hüpfbewegung etwas verstärken. Der Start aus dem Wasser ist bei den derzeit verfügbaren Geräten nicht möglich. Die durchschnittliche Betriebsdauer des muskelkraftbetrieben Sportgeräts wird für trainierte Sportler auf maximal 30–40 Minuten geschätzt.